# 玉津村 (愛媛県東宇和郡)
玉津村（たまつむら）は、1955年（昭和30年）まで愛媛県南予地方の東宇和郡にあった村である。
法花津湾（法華津湾）に面した農漁村であった。昭和の合併で北宇和郡吉田町、さらに平成の合併で宇和島市となり、現在に至っている。

## 地理
宇和海の法花津湾（法華津湾）の湾奥の沿岸地域。北は法華津山嶺を境に東宇和郡宇和町に、東は標高100m前後の山々で北宇和郡立間村に、南西は喜佐方村に、西北は小大崎鼻を境に俵津村に接する。山肌には果樹園が広がりウンシュウミカンが栽培されている園芸地帯。山が迫る地形であり、平地は乏しい。
川
極めて小規模な河川しかない。
山
高森山 - 太平洋戦争前の一時、石灰石の採掘が行われていた。
村名の由来
明治の合併、成立時に、3つの浦が合体したことから、漢字の「三」に団結・結束の意味で縦に一本通し，さらに新たな出発の意味を込め「、」（てん）を付けることによって「玉」の字を当て、新たに命名したもの。

## 歴史
中世
- 法華津城（又は法華津本城）とそれを支える7つの砦が湾を囲むように築かれ、宇和の西園寺氏の臣下の法華津氏が当地を治めていた。豊後国大友氏の進攻を幾度も受け、近辺の城は抵抗虚しく落城していったが、法華津氏は城を守り通した。
- 1585年（天正13年） - 豊臣秀吉の四国平定を受け、法華津城最後の城主となった法華津秋延は九州の筑後に敗走した。

藩政期
- はじめ宇和島藩、後に伊予吉田藩の領地。
- 1808年（文化5年）頃 - 伊能忠敬が当地に立ち寄り、法華津浦の庄屋に投宿した。
- 1858年（安政5年） - 法花津浦と皆田村及び伊賀上村との間に領地境界紛争勃発。

明治以降
- 1872年（明治5年） - 法花津村にて境界紛争。
- 1878年（明治11年） - 再び法花津浦の境界紛争。
- 明治の初め - 白浦の庄屋赤松氏が法華津峠に私財を投じて隧道を開削する構想があった。

玉津村成立以降
- 1889年（明治22年） 12月15日 - 町村制施行時に、法花津浦（ほけづうら）・深浦（ふかうら）・白浦（しろうら）の3箇村が合併し、玉津村成立。東宇和郡に属する。
- 明治30年代半ば頃 - ウンシュウミカンの栽培広まる。
- 1917年（大正6年） - 玉津製糸が操業開始。
- 1919年（大正8年） - 玉津運輸株式会社設立、翌年同社により俵津-玉津-宇和島航路開設。
- 1923年（大正12年） - 白浦蚕種製造所開設。
- 1930年（昭和5年） - 生糸大暴落により、製糸工場が次々と閉鎖に追い込まれた。
- 1936年（昭和11年） - 国鉄立間駅に通じる小名隧道貫通。
- 1938年（昭和13年） - 徳山曹達が玉津港を開設、高森山から切り出した石灰石の運搬を始める。
- 1949年（昭和24年） - 西に隣接する俵津との間に玉津隧道貫通。
- 1955年（昭和30年）3月1日 ： 北宇和郡吉田町、立間村、喜佐方村、奥南村及び高光村高串の一部、知永が合併して北宇和郡吉田町となり、玉津村は自治体としては消滅。

```
玉津村の系譜
（町村制実施以前の村）（明治期）　　　　　　（昭和の合併）　　　　　（平成の合併）
　　　　　　　　　　　町村制施行時
法花津浦━━┓
深浦　━━━╋━━━玉津村━━━━━━━━━━━━━━┓（昭和30年3月1日）
白浦　━━━┛　　　　　　　　　　　　　　　　　　　　┃合併
　　　　　　　　　　　　　　　　　あ　　　　　　　　　┣━━━━━━━━━━┓
　　　　　　　　　　吉田町━━━━┳━━━━━━━━━┫　　　　　　　　　　┃
　　　　　　　　　　立間尻村━━━┛　　　　　　　　　┃　　　　　　　　　　┃
　　　　　　　　　　立間村━━━━━━━━━━━━━━┫　　　　　　　　　　┃
　　　　　　　　　　喜佐方村━━━━━━━━━━━━━┫　　　　　　　　　　┃
　　　　　　　　　　奥南村━━━━━━━━━━━━━━┫　　　　　　　　　　┃
　　　　　　　　　　高光村━━━━━━━━━━━━━━┻┓　　　　　　　　　┃
　　　　　　　　　　　　　　　　　　　　　　　　　　　い┃　　　　　　　　　┃新設合併
　　　　　　　　　　　　　　　　　　　　　　　　　　　　┃う　　　　　　　　┃平成17年8月1日
　　　　　　　　　　　　　　　　　　　　　　　　　　　　┃　　　　　　　　　┣宇和島市 (新)
　　　　　　　　　　　　　　　　　　　　　宇和島市━━━┻━━━━━━━━━┫
　　　　　　　　　　　　　　　　　　　　　三間町━━━━━━━━━━━━━━┫
　　　　　　　　　　　　　　　　　　　　　津島町━━━━━━━━━━━━━━┛

あ - 昭和13年2月11日立間尻村を編入
い - 昭和30年3月1日高光村のうち知永を合併
う - 昭和30年3月31日高光村を宇和島市に編入
（注記）「吉田町」以下の合併以前の系譜については、それぞれの市町村の記事を参照のこと。

```

## 地域
旧3箇村がそのまま大字となった（法花津浦の「浦」は省く）。吉田町成立後も同様。2005年に宇和島市になってからは、「宇和島市吉田町」の後に旧大字を付けて表記される。（例）宇和島市吉田町法花津
法花津（ほけづ）は「法華津」と表記されることもある。地名及び湾は「法花津」と、峠とトンネル（国道、鉄道共に）は「法華津」と書かれることが多い。また、「づ」を濁らずに「ほけつ」と読まれることもある。江戸時代に当地に立ち寄った伊能忠敬の日記にも「法華津」の名が見える。

## 産業
農業
藩政期には米、麦、甘藷芋、桑などを産した。既に幕末からかんきつ類の栽培が行なわれていたが、明治30年代半ばからウンシュウミカンの栽培が盛んになる。
漁業
古くから鰯網漁が行なわれ、村内に4統の網があったが、昭和30年代の不漁により、打撃を受けた。イカの好漁場である。湾内の真珠及び母貝の養殖は吉田町になってからの1957年（昭和32年）頃導入された。
製造業
大正期に製糸が盛んで相次いで工場が開設されたが、昭和5年に生糸が大暴落し、当村の工場は次々と閉鎖に鋳込まれた。
鉱業
昭和13年から17年にかけて、徳山曹達により高森山の石灰石採掘が行われた。石灰石は徳山に運ばれた。

## 交通
隣村の立間村との間を国道56号と国鉄予讃本線が南北に縦貫している。
- 国道56号
- 最寄り駅 - 国鉄予讃本線 立間駅
- 大正から昭和のはじめにかけては、陸路が不便であったこともあって、宇和島近辺の沿岸部では多く見られたように、当村でも宇和島港と結ぶ航路が運航されていた。

## 名所
- 法華津峠からの眺望